# Carrie (saga)
Carrie es una serie de películas estadounidense que consta de cuatro entregas de género slasher. La primera cinta, Carrie, de 1976, fue escrita por Larewcen D. Cohen y dirigida por Brian De Palma. La cinta fue un éxito para Halloween y tuvo una secuela y dos remakes. Todas las películas están basadas en la novela homónima de Stephen King.

## Películas
| Películas        | Año  | Director        | Guionista                                  | Productor                                |
| ---------------- | ---- | --------------- | ------------------------------------------ | ---------------------------------------- |
| Carrie           | 1976 | Brian De Palma  | Lawrence D. Cohen                          | Paul Monash y Brian De Palma             |
| Carrie 2: La ira | 1999 | Katt Shea       | Rafael Moreu                               | Paul Monash                              |
| Carrie           | 2002 | David Carson    | Bryan Fuller                               | David Carson, Bryan Fuller y Pen Densham |
| Carrie           | 2013 | Kimberly Peirce | Lawrence D. Cohen y Roberto Aguirre-Sacasa | Kevin Misher                             |

## Descripción

#### Descripción general
Carrie (1976): es la primera adaptación de la novela. Está escrita por Lawrecen D. Cohen y dirigida por Brian De Palma. Su trama se centra de una adolescente llamada Carrie White (Sissy Spacek) quien recibe abusos de su madre Margaret y humillaciones por parte de sus compañeros. Con el tiempo, Carrie descubrirá que tiene poderes sobrenaturales que planea usar para vengarse de quienes se burlaron de ella en el "Baile de graduación" en la secundaria High School Bates.
Carrie 2: La ira (1999): Es una secuela de la película anterior. Sin embargo, está secuela no está basada en la novela. Está escrita por Rafael Moreu y dirigida por Katt Shea. Su trama es de una chica llamada Rachel Lang (Emily Bergl); hija de Ralph White y Bárbara Lang, también es la media hermana de Carrie. Rachel está en momento triste luego de que su mejor amiga Lisa se suicidara por abuso sexual. Los compañeros de Rachel empiezan a burlarse de ella, y después la humillan, pero descubrirá que tiene poderes de telequinesis que decide usar para vengarse de todos los chicos en una mansión.
Carrie (2002): es la segunda adaptación de la novela, está película es más fiel al libro, aunque tiene un final diferente y es un remake de la película de 1976. Está escrita por Bryan Fuller y dirigida por David Carson. Su trama es casi similar a la original, Carrie White (Angela Bettis) está tan secretamente enamorada de Tommy Ross que hasta hace un dibujo de él. Todos los estudiantes de la secundaria la empiezan a humillar, pero Carrie descubre que tiene poderes de telequinesis que usará para vengarse de todos los chicos en la fiesta de graduación y crear un gran desastre en todo el pueblo.
Carrie (2013): es la tercera adaptación de la novela, es una nueva versión que mezcla el libro y las películas de 1976 y 2002. Está escrita por Lawrence D. Cohen y Roberto Aguirre-Sacasa y dirigida por Kimberly Peirce. Su trama es la de Carrie White (Chloë Grace Moretz), una adolescente que recibe maltratos por su madre Margaret y una humillación en la ducha de la secundaria. Con el tiempo tendrá descubrirá que tiene poderes de telequinesis con los que vengarse de quienes la molestaron en la noche de graduación.

## Futuro

#### Futura serie de televisión
En 2019, FX está desarrollando una serie de televisión y el personaje principal tendrá unas cuantas diferencias. El proyecto aún está en sus primeras fases, por lo que no hay apenas ningún detalle confirmado, de hecho, aún no hay guion escrito ni guionista confirmado.
- Datos: Q85750774